# Feuer-Stachelaal
Der Feuer- oder Rotstreifen-Stachelaal (Mastacembelus erythrotaenia) ist ein 1 m lang werdender Süßwasserfisch, der von Thailand und Kambodscha bis nach Indonesien vorkommt. Es ist die größte Art der Stachelaale (Mastacembelidae).

## Merkmale
Der Feuer-Stachelaal hat den typischen, aalförmigen, aber seitlich abgeflachten Körper der meisten Stachelaale. Die lange Rückenflosse wird von 34 bis 39 Hartstrahlen und 79 bis 90 Weichstrahlen gestützt, die Afterflosse von drei Hart- und 79 bis 90 Weichstrahlen. beide Flossen bilden mit der Schwanzflosse einen einheitlichen Flossensaum. Feuer-Stachelaal sind sehr dunkel, schwärzlich bis dunkelbraun gefärbt. Vier rote Längslinien ziehen sich über den Kopf und Vorderkörper. Der übrige Körper ist durch runde oder längliche rote Flecken gemustert. Auch die Flossen sind dunkel und rot gesäumt. Die weichstrahligen Teile der unpaaren Flossen (Rücken- und Afterflosse) werden durch einen weißen Rand begrenzt. Beide Geschlechter sind gleich gefärbt.

## Lebensweise
Der Feuer-Stachelaal lebt in langsam fließenden Flachlandflüssen und deren Überschwemmungsgebieten. Er ernährt sich von Insektenlarven, Würmern und Pflanzenmaterial. Die Fische werden für den menschlichen Verzehr und den Aquarienhandel gefangen und sind inzwischen selten.